# Kathedraal van Southwell
De kathedraal van Southwell, ook bekend als het munster van Southwell (Engels: Southwell Minster), is een anglicaanse kathedraal in Nottinghamshire, Engeland. De kathedraal is de zetel van de bisschop van Southwell en Nottingham. 

## Geschiedenis
De eerste kerk op de plek van de huidige kathedraal werd waarschijnlijk gebouwd gebouwd in 627. In 1108 gaf de aartsbisschop van York toestemming om te beginnen aan de bouw van een nieuwe kerk. Er is van deze kerk niet veel terug te vinden in de huidige kathedraal.
De kerk had relatief weinig te lijden onder de Reformatie in Engeland. Tijdens de Engelse Burgeroorlog zou de kerk echter beschadigingen oplopen en er wordt vermoed dat het gebouw in die periode werd gebruikt als stal. In 1711 richtte een brand schade aan aan het schip.
In het begin van de 19e eeuw verkeerde het gebouw in dusdanig slechte staat dat in 1815 de torenspitsen moesten worden verwijderd. In 1880 zouden er echter weer torenspitsen worden geplaatst. In 1884 werd de kerk ingewijd als kathedraal. Vanaf dat moment kan de kerk dus kathedraal genoemd worden, maar in het Engels wordt er nog altijd veel gebruikgemaakt van het woord 'munster', dat nog werd gebruikt voordat de kerk een kathedraal werd.